# Balthasar Erben
Johann Balthasar Erben (* 1626 in Danzig; begraben 3. Oktober 1686) war ein deutscher Kapellmeister und Komponist.

## Leben
Balthasar Erben wurde als Sohn eines Verladeunternehmers geboren. Nach Aussage von Johann Mattheson hat er den nur wenig jüngeren Christoph Bernhard in der Musik unterwiesen. 1652 bewarb er sich erfolglos um die Stelle des Kapellmeisters an der Marienkirche. Der Rat der Stadt Danzig finanzierte ihm jedoch eine mehrjährige Reise um seine Ausbildung zu erweitern. Zunächst verbrachte er mehrere Wochen auf dem Reichstag zu Regensburg, wo er Johann Jacob Froberger kennenlernte. Weitere Stationen seiner Reise waren Nürnberg, Würzburg, Heidelberg, Frankfurt, Bonn, Köln, Düsseldorf, Antwerpen, Brüssel, Frankreich und Italien. 1658 bewarb er sich wiederum um die Kapellmeisterstelle an der Marienkirche, welche durch den Weggang von Kaspar Förster freigeworden war. Am 14. Februar wurde er in das Amt eingeführt, welches er bis zu seinem Tod 1686 innehatte. Erben war zweimal verheiratet.